# Paul Junghanns
Paul Junghanns (* 17. Juni 1879 in Nödenitzsch; † 8. Januar 1942 ebenda) war ein deutscher Landwirt und Politiker (NSDAP).

## Leben und Wirken
Junghanns wurde als Sohn eines Bauern geboren. Nach der Mittelschule in Schmölln besuchte er von 1893 bis 1896 die Höhere Handelsschule in Gera. Es folgte eine Ausbildung zum Landwirt auf dem väterlichen Hof in Nödenitzsch und in Westdeutschland. Bis zum Jahr 1900 war er Mitglied der Deutschsozialen Reformpartei (DSRP), danach bis 1914 der Deutschsozialen Partei (DSP) und nach dem Zusammenschluss der beiden antisemitischen Splitterparteien DSRP und DSP zur Deutschvölkischen Partei (DvP) bis 1918 in dieser Partei.
Von 1900 bis 1901 leistete Junghanns seinen Militärdienst als Einjährig-Freiwilliger. Ab 1907 arbeitete er als selbstständiger Landwirt in Nödenitzsch. Von August 1914 bis Ende 1917 nahm er als Landwehroffizier am Ersten Weltkrieg teil. Nach einer Verwundung erfolgte eine Verwendung als Wirtschaftsoffizier bei der Militärverwaltung Ober-Ost in Litauen.
Dem Thüringer Landbund gehörte Junghanns von 1902 bis 1933 an. Der NSDAP trat er zum 1. Oktober 1931 bei (Mitgliedsnummer 665.155) und wurde landwirtschaftlicher Kreisfachberater der Kreisleitung Altenburg. Als Gauredner trat er schon 1930 auf. Vom 31. Juli 1932 bis 14. Oktober 1933 saß er als Abgeordneter für die NSDAP im Thüringer Landtag. Vom 26. August 1932 bis zum zu seinem Tod war er Staatsrat für Altenburg und dabei bis Mai 1933 Regierungsmitglied ohne Geschäftsbereich in der thüringischen Landesregierung unter Leitung von Fritz Sauckel.
Junghanns übernahm einige Funktionen in diversen Verbänden. Von August 1933 bis zu seinem Tod 1942 war er Kreisbauernführer von Altenburg und bis Juli 1938 Präsident des Verbandes thüringischer landwirtschaftlicher Genossenschaften. Danach besaß er eine leitende Tätigkeit in der Raiffeisen-Organisation, war Verwaltungsratsvorsitzender einer Hagel-Versicherungsgesellschaft und Mitglied mehrerer Aufsichtsräte.